# Syrische Kommunistische Partei (Bakdasch)
Die Syrische Kommunistische Partei (französisch Parti communiste syrien, arabisch الحزب الشيوعي السوري al-Hizb al-Schujū'ī al-Sūrī) war eine politische Partei in Syrien.
Die Partei entwickelte sich aus der Spaltung von 1986 innerhalb der Syrischen Kommunistischen Partei und wurde von der Anti-Perestroika-Faktion unter Chalid Bakdasch gegründet (die Pro-Perestroika-Faktion war die Vereinte Syrische Kommunistische Partei von Yusuf Faisal). Chalid Bakdasch starb 1995, seine Nachfolgerin als Generalsekretärin seiner Partei wurde seine Witwe, Wisal Farha Bakdasch.
Zum Zeitpunkt des Damaszener Frühlings von 2000 war es der Partei erlaubt, eine Zeitung namens Sawt al-Schaab („Stimme des Volkes“) herauszugeben. Bei der Parlamentswahl in Syrien 2007 gewann die Partei 5 Sitze. Bei den Wahlen 2012 konnte die Partei 3 Sitze hinzugewinnen und bekam 8 Sitze im Volksrat. Die Partei ist Koalitionspartner der regierenden Baath-Partei in der Nationalen Fortschrittsfront. Es wurden Mitglieder unter dem Vorwurf des Trotzkismus ausgeschlossen, sie gründeten die Partei des Volkswillens.
Am 29. Januar 2025 wurde die Partei infolge ihrer Unterstützung des Regimes unter al-Assad verboten.